# Caladium schomburgkii
Caladium schomburgkii är en kallaväxtart som beskrevs av Heinrich Wilhelm Schott. Caladium schomburgkii ingår i släktet Caladium och familjen kallaväxter. Inga underarter finns listade.